# سويني تود: الحلاق الشيطاني لشارع فليت
سويني تود: الحلاق الشيطاني لشارع فليت (بالإنجليزية: Sweeney Todd: The Demon Barber of Fleet Street)‏ هو فيلم تقطيع قوطي موسيقي صدر سنة 2007، من إخراج تيم برتون عن سيناريو كتبه جون لوغان، مستندًا إلى المسرحية الغنائية التي تحمل الاسم نفسه من تأليف ستيفن سونديم وهوغ ويلر، والتي تستند بدورها إلى مسرحية سويني تود لعام 1970 للكاتب كريستوفر بوند. يعيد الفيلم سرد الحكاية الفيكتورية الميلودرامية لسويني تود (جوني ديب)، الحلاق الإنجليزي الذي يتحول إلى قاتل متسلسل. بعد وصوله إلى لندن، يبدأ تود في السعي للانتقام من القاضي توربين (ألان ريكمان)، الذي أدانه ظلمًا ونفاه ليستولي على زوجته. يرتكب سويني تود سلسلة من جرائم القتل بحق زبائنه، وبمساعدة شريكته السيدة لافيت (هيلينا بونهام كارتر)، يقوم بتحويل جثثهم إلى فطائر لحم.
بعد أن تأثر تيم برتون بالخصائص السينمائية للمسرحية الغنائية خلال دراسته الجامعية، كان قد فكّر في إمكانية تحويلها إلى فيلم منذ أوائل الثمانينات. ومع ذلك، لم تتح له الفرصة لتحقيق هذا الطموح إلا في عام 2006، عندما أعلنت شركة دريم ووركس عن تعيينه بديلاً للمخرج سام ميندز. ورغم أن ستيفن سونديم لم يكن مشاركًا بشكل مباشر، إلا أنه تمت استشارته بشكل موسع خلال الإنتاج. وكان ديب، المعروف عن عدم قدرته على الغناء، قد أخذ دروسًا استعدادًا لدوره، وهو ما اعترف المنتج ريتشارد د. زانوك بأنه كان بمثابة مغامرة.
حظي فيلم سويني تود: الحلاق الشيطاني لشارع فليت بعرضه الأول في مسرح زيغفيلد في مدينة نيويورك في 3 ديسمبر 2007، وتم إصداره في الولايات المتحدة في 21 ديسمبر 2007 وفي المملكة المتحدة في 25 يناير 2008. لاقى الفيلم إشادة نقدية كبيرة، وتم مدحه من قبل النقاد لأداء الممثلين، والأرقام الموسيقية، وتصميم الأزياء والديكور، ووفائه للمسرحية الغنائية. حقق الفيلم إيرادات تجاوزت 153 مليون دولار مقابل ميزانية إنتاجية بلغت 50 مليون دولار. ومنذ صدوره، تم تقييم الفيلم على نطاق واسع باعتباره أحد أعظم الأفلام الموسيقية في القرن الواحد والعشرين.

## القصة
في عام 1846، يصل بنجامين باركر، الحلاق، إلى لندن برفقة البحار الشاب أنتوني هوبي. تكشف الذكريات أن باركر كان قد أُدين ظلمًا ونُفي إلى أستراليا منذ خمسة عشر عامًا على يد القاضي الفاسد توربين، الذي كان يطمع في زوجة باركر، لوسي. بعد أن تبنى هوية «سويني تود»، عاد إلى محله القديم في شارع فليت، الذي كان يقع فوق محل السيدة لافيت لبيع فطائر اللحم. وعندما تعرفت السيدة لافيت على تود، أخبرته بأن توربين اغتصب لوسي بعد نفيه، ودفعها إلى الانتحار، قبل أن يتبنى ابنتهما، جوانا، كوصية له. عاهد تود نفسه على الانتقام وأعاد فتح محله بعد أن قدمت له السيدة لافيت شفراته المستقيمة القديمة، وهي التي كانت تحبه بصمت. بينما كان يتجول في الشوارع، قابل امرأة متسولة، وفي تلك الأثناء، وقع أنتوني في حب جوانا بعد أن رآها تغني بجانب نافذة فوق الشارع، لكن سرعان ما وقع في قبضة توربين الذي طرده مع أعوانه.
تعرض الحلاق المنافس أدولفو بيريللي للذل أمام بامفورد على يد تود، لكنه تعرف عليه من خلال شفراته وكشف عن نفسه كمتدرب سابق له. حاول ابتزاز تود، فغضب تود وقتله. كانت السيدة لافيت مصدومة ولكنها تقبلت تبريرات تود، بعدما أصبح لديها ارتباط عاطفي بمساعد بيريللي المظلوم، توبي راغ، الذي تبنته كابن لها.
عازمًا على الزواج من جوانا، زار توربين محل تود بناءً على توصية بامفورد. قبل أن يتمكن تود من قتله، اقتحم أنتوني المحل وكشف عن خطته للهرب مع جوانا. غضب توربين بشكل غير معقول وغادر المكان، وأودع جوانا في مستشفى للأمراض العقلية. شعر تود أن جوانا قد فُقدت للأبد، فتعهد بقتل كل من يعترض طريقه انتقامًا، وأغوى السيدة لافيت لتكون شريكته في الجريمة. ابتكرت السيدة لافيت فكرة غريبة لخبز ضحايا تود في فطائر، بينما ركب تود في كرسي الحلاقة بابًا سريًا لإسقاط جثث ضحاياه إلى مخبزها. وفي الوقت ذاته، استمر أنتوني في البحث عن جوانا.
ومع ازدهار أعمالهما، أخبرت السيدة لافيت تود، الذي لم يكن مهتمًا، عن أملها في الزواج منه والتقاعد معًا، بينما بدأت المرأة المتسولة المجهولة تنشر شائعات حول الدخان الكريه الذي يخرج من مداخن المحل. أنقذ أنتوني جوانا، التي كانت متخفية في زي صبي، وتركها تنتظر في المحل بينما ذهب للبحث عن تود.
دخلت المرأة المتسولة المحل بحثًا عن بامفورد، فاختبأت جوانا في الصندوق. تعرفت المرأة على تود، ولكن عندما سمعت توربين قادمًا، قتله تود وأرسلها عبر الباب السري. شرح تود لتوربين أن جوانا تابت وأنها ستأتي إليه، مقدمًا له حلاقة مجانية. كشف تود عن هويته الحقيقية كبنجامين باركر، قبل أن يذبح توربين ويقذفه في المخبز.
اكتشف تود جوانا، لكنه لم يتعرف عليها، فاستعد لقتلها أيضًا. في تلك اللحظة، أمسك توربين المحتضر بثوب السيدة لافيت، مما دفعها للصراخ وتشتت انتباه تود، فسمح ليواهانا بالفرار من المحل وهرع إلى المخبز. وعندما أدرك أن المرأة المتسولة هي زوجته لوسي، اكتشف أن السيدة لافيت كذبت بشأن وفاتها، فقتلها بإلقائها في الفرن. في النهاية، عاد توبي ليذبح تود بشفرته الخاصة وهو ينعي جثة زوجته الميتة.

## طاقم التمثيل
- جوني ديب بدور بنجامين باركر / سويني تود، حلاق انتقامي سعى لجعل القاضي توربين يدفع ثمن تدميره لحياته
- هيلينا بونهام كارتر بدور السيدة لافيت، مالكة أسوأ محل لبيع فطائر اللحم في لندن
- ألان ريكمان بدور القاضي توربين، القاضي الفاسد الذي لفَّق التهمة لبنجامين باركر لكي يسرق زوجته
- تيموثي ليونارد سبال بدور بيدل بامفورد، مساعد القاضي الشخصي
- ساشا بارون كوهين بدور أدولفو بيريللي، حلاق وبائع زيت الأفعى الذي كان في يوم من الأيام تلميذًا لبنجامين
- جيمي كامبل باور في دور أنتوني هوبي، بحار شاب رافق باركر في رحلته إلى إنجلترا عبر السفينة
- لورا كيلي بدور لوسي باركر / المرأة المتسولة، زوجة بنجامين
- جين ويزنر بدور جوانا باركر، ابنة بنجامين ولوسي ووصية القاضي توربين
- إدوارد ساندرز بدور توبايس «توبي» ريج، تلميذ بيريللي، الذي تم تبنيه لاحقًا من قبل سويني ولافيت
- أنتوني هيد بدور الرجل في الشارع
- لورا ميكين بدور مريضة في المصحة
- فيليب فيلمار بدور السيد فوغ

## الإنتاج

### التطوير
شاهد تيم برتون لأول مرة المسرحية الموسيقية سويني تود: الحلاق الشيطاني لشارع فليت، التي كتبها ستيفن سونديم عام 1979، عندما كان طالبًا في معهد كاليفورنيا للفنون أثناء زيارته للندن عام 1980. استعاد برتون تجربته في مشاهدة العرض قائلًا: «كنت لا أزال طالبًا، ولم أكن أعرف ما إذا كنت سأصبح مخرجًا سينمائيًا أم سأعمل في مطعم. لم يكن لدي أي فكرة عما سأفعله بحياتي. دخلت المسرح بالصدفة، لكنه أذهلني تمامًا، لأنني لم أرَ من قبل شيئًا يجمع كل هذه العناصر معًا. لقد عدت لمشاهدته ثلاث ليالٍ متتالية لأنني أحببته بشدة.» لم يكن برتون من محبي المسرحيات الموسيقية، لكنه أُعجب بالطابع السينمائي الذي اتسم به العرض، مما دفعه لحضوره مرات عديدة بعد ذلك. وصفه بأنه أشبه بفيلم صامت مصحوب بالموسيقى، وقال إنه «أُبهر بالموسيقى وبإحساسه القوي بالنزعة السوداوية.»
مع انطلاق مسيرته الإخراجية في أواخر الثمانينيات، تواصل برتون مع سونديم سعيًا لتحويل المسرحية إلى فيلم سينمائي، لكن المشروع لم يرَ النور. علّق سونديم على ذلك قائلًا: «برتون انشغل بأمور أخرى.»
في تلك الفترة، كان المخرج سام ميندز يعمل على تطوير نسخة سينمائية من القصة لعدة سنوات، وفي يونيو 2003، طُلب من سونديم كتابة السيناريو، لكنه رفض العرض. ومع ذلك، حصل ميندز والمنتج والتر ف. باركس على موافقته لتكليف الكاتب جون لوغان بالمهمة. كان لوغان قد تعاون سابقًا مع باركس في فيلم  غلاديايتر، وأشار إلى أن التحدي الأكبر في اقتباس المسرحية كان «تحويل عمل برودواي الضخم والمذهل إلى فيلم سينمائي صادق عاطفيًا. ففي المسرح، يمكن للجوقة أن تغني بصفتها صوت سكان لندن، لكن ذلك سيكون منفّرًا في الفيلم.»
غادر ميندز المشروع لاحقًا لإخراج فيلم جارهيد (2005)، فتولى برتون مهمة الإخراج بعدما تعثّر مشروعه السابق أحداث لا تصدق في ريبلي بسبب ارتفاع تكلفته الإنتاجية.
عند انضمام برتون، أعاد العمل على السيناريو بالتعاون مع لوغان، حيث شعر كلاهما أنهما يتشاركان رؤية متقاربة للفيلم بفضل «طفولتيهما المتأثرة بمشاهدة أفلام شركة أمیکوس للرعب.» كان تحويل مسرحية موسيقية مدتها ثلاث ساعات إلى فيلم لا يتجاوز الساعتين يتطلب بعض التعديلات، فتم تقصير بعض الأغاني، وحُذفت أخرى بالكامل. أوضح برتون قائلًا: «كانت المسرحية الأصلية مدتها ثلاث ساعات، لكننا لم نكن نحاول تصوير عرض برودواي كما هو، بل كنا نصنع فيلمًا سينمائيًا، لذا سعينا للحفاظ على إيقاع أقرب إلى الميلودراما الكلاسيكية. سونديم نفسه لم يكن معجبًا كثيرًا بالأفلام الموسيقية، لذا كان متقبلًا لفكرة تقليص المحتوى وإعادة صياغته ليكون أكثر إيقاعًا.»
كما قام برتون ولوغان بتقليص دور بعض العناصر الثانوية، مثل قصة الحب بين جوانا، ابنة تود، والشاب أنتوني، وذلك للتركيز على العلاقة الثلاثية بين تود، والسيدة لوفيت، وتوبي.

### اختيار الممثلين
أعلنت شركة دريم ووركس عن تعيين تيم برتون مخرجًا للفيلم في أغسطس 2006، وتم اختيار جوني ديب للعب دور تود. كان من المقرر أن يلعب كرستوفر لي، بيتر بولز، أنتوني هيد، وخمسة ممثلين آخرين دور راوي الأشباح، لكن تم حذف أدوارهم (ظهر هيد في دور كاميو غير معتمد كشخصية رجل يهنئ ديب بعد مسابقة الحلاقة). وفقًا للي، فإن هذه الحذوفات كانت بسبب ضغوط الوقت الناتجة عن توقف التصوير في مارس 2007، خلال فترة تعافي ابنة ديب من مرض.
تم اختيار هيلينا بونهام كارتر، شريكة برتون في الحياة، في أكتوبر 2006، بالإضافة إلى ساشا بارون كوهين. وفي ديسمبر 2006، تم اختيار ألان ريكمان. في يناير 2007، تم اختيار لورا كيلي لتلعب دور لوسي باركر. ثم انضم تيموثي ليونارد سبال إلى طاقم العمل، وقال إنه تم تشجيعه على تقديم اختبار تمثيل من قبل ابنته التي أرادت له العمل مع ديب. استرجع قائلاً: «كنت أريد هذا الدور بشدة - كنت أعرف أن تيم هو المخرج وأن جوني ديب سيكون في الفيلم. ابنتي، ابنتي الصغرى، كانت ترغب بشدة في أن أشارك في الفيلم لهذا السبب - جوني ديب كان فيه. (جاءت إلى موقع التصوير للقاء ديب) وكان لطيفًا جدًا معها، وقد استمتعت كثيرًا. ثم أخذتها إلى المؤتمر الصحفي - وعندما رآها، رحب بها كصديق قديم. لدي الكثير من النقاط الإيجابية في الوقت الحالي.»
ثلاثة من أعضاء الطاقم لم يظهروا في فيلم من قبل: إدوارد ساندرز تم اختياره للعب دور توبي، وجين ويزنر في دور يوانا، وجيمي كامبل باور الذي تقدم لاختبار التمثيل، وبعد أربعة أيام حصل على دور أنتوني، وقال: «أعتقد أنني تبولت على نفسي. كنت أتسوق في ذلك الوقت وتلقيت هذا الاتصال على هاتفي المحمول. كنت مثل، ‘يا إلهي!’ بصراحة، كنت مثل فتاة صغيرة تجري في المحل وكأنني أقول: يا إلهي يا إلهي يا إلهي.»

### التصوير
بدأ التصوير في 5 فبراير 2007 في استوديوهات باينوود، وانتهى في 11 مايو، على الرغم من انقطاع قصير عندما مرضت ابنة ديب بشكل خطير. اختار برتون التصوير في لندن، حيث شعر بـ«الراحة التامة» منذ عمله في فيلم باتمان عام 1989. قام مصمم الإنتاج دانتي فيريتي بخلق لندن مظلمة وأكثر شراسة من خلال تعديل شارع فليت والمنطقة المحيطة به. كان برتون في البداية يخطط لاستخدام ديكورات محدودة وتصوير أمام شاشة خضراء، لكنه قرر خلاف ذلك، مشيرًا إلى أن استخدام الديكورات الحقيقية ساعد الممثلين على الدخول في حالة ذهنية موسيقية: «مجرد وجود الأشخاص يغنون أمام شاشة خضراء بدا وكأنه شيء منفصل.
ابتكر ديب شخصيته الخاصة لتود. تم تطبيق مكياج ثقيل باللونين الأرجواني والبني حول عينيه للإيحاء بالتعب والغضب، وكأن «هو لم ينم قط.» قال برتون عن شخصية سوييني تود: «كنا دائمًا نراه كشخصية حزينة، ليس شريرًا مأساويًا أو شيء من هذا القبيل. هو في الأساس شخص ميت عندما تلتقي به؛ الشيء الوحيد الذي يواصل تحريكه هو هدفه الوحيد، وهو أمر مأساوي. لا ترى شيئًا آخر حوله.» قال ديب عن الشخصية: «يجعل سيد فيشوس يبدو وكأنه فتى الصحيفة البريء. هو أكثر ظلمة من ذلك. هو بالفعل ميت. لقد كان ميتًا لسنوات.» كما علق ديب على الشريط الأبيض في شعر تود قائلاً: «كانت الفكرة أنه تعرض لصدمات مروعة، نتيجة لإرساله بعيدًا، وحبسه. أصبح الشريط الأبيض في شعره بمثابة صدمة لذلك الغضب. كان يمثل غضبه مما حدث. بالتأكيد ليس أول مرة يتم استخدامه. لكنه فعال. يروي قصة بمفرده. كان لدى أخي بقعة بيضاء في شعره عندما كان صغيرًا، وابنه لديه هذا النوع من الصدمة البيضاء في شعره.»
أصر برتون على أن يكون الفيلم دمويًا، حيث شعر أن النسخ المسرحية من العرض التي كانت تقطع مشاهد الدماء كانت تفتقر إلى قوتها. بالنسبة له، «كل شيء داخلي جدًا في سوييني لدرجة أن الدم هو بمثابة إطلاق عاطفي له. إنه أكثر عن التطهير العاطفي من كونه شيئًا حرفيًا.» قال المنتج ريتشارد دي. زانوك: «برتون كان لديه خطة واضحة جدًا وكان يريد أن يرفع ذلك إلى نوع من الأسلوب السريالي، تقريبًا على غرار فيلم اقتل بيل. قمنا بإجراء اختبارات وتجارب على قطع الرقبة، مع تدفق الدم. أتذكر أنني قلت لتيم، ‘يا إلهي، هل نجرؤ على القيام بذلك؟’» على موقع التصوير، تم تلوين الدم المزيف باللون البرتقالي ليظهر بشكل صحيح على الفيلم منخفض اللون المستخدم، وكان أفراد الطاقم يرتدون أكياس القمامة لتجنب التلوث أثناء التصوير. جعل هذا الطابع المروع بعض الاستوديوهات متوترة، ولم يُغطَّت ميزانية الفيلم التي تبلغ 50 مليون دولار حتى قامت شركات وارنر برذرز بيكتشرز، دريم ووركس، وباراماونت بيكتشرز بالتوقيع على المشروع.
قال برتون: «كان الاستوديو متفهمًا بشأن ذلك ووافقوا عليه لأنهم كانوا يعرفون ما هو العرض. أي فيلم هو مخاطرة، لكن من الجيد أن تتمكن من القيام بشيء مثل هذا الذي لا يتناسب مع فئات الأفلام الموسيقية أو أفلام التقطيع.»
بعد التصوير، قال برتون عن الطاقم: «كل ما يمكنني قوله هو أن هذا من أفضل الطواقم التي عملت معها. هؤلاء الأشخاص ليسوا مغنين محترفين، لذا لتقديم موسيقى مثل هذه التي أعتقد أنها واحدة من أصعب الموسيقات، كانوا جميعًا على استعداد لذلك. كل يوم على موقع التصوير كان شيئًا خاصًا جدًا بالنسبة لي. كان سماع هؤلاء الأشخاص وهم يغنون أمرًا استثنائيًا بالنسبة لي، ولا أعتقد أنه يمكنني أن أختبر شيئًا كهذا مرة أخرى.» قال برتون عن الغناء: «لا يمكنك مجرد تحريك الشفاه، سترى الحنجرة والتنفس، كان عليهم أن يغنوا بصوت عالٍ في كل مرة. كان ذلك ممتعًا جدًا بالنسبة لي، ومع وجود الموسيقى في الموقع، كان الجميع يتحركون بشكل مختلف. رأيت جوني ديب يتصرف بطريقة لم أرها من قبل، سواء وهو يمشي عبر الغرفة أو يجلس على الكرسي، أو يلتقط ماكينة حلاقة أو يصنع فطيرة، مهما كان. كلهم فعلوا ذلك بطريقة يمكن أن تشعر بها.»
قال ديب عن العمل مع ساشا بارون كوهين، عندما سُئل عن شخصيته في الحياة الواقعية (أي ليس في شخصية من شخصياته الشهيرة): «هو ليس كما توقعت. لم أنظر إلى تلك الشخصيات وأفكر، ‘هذا سيكون ألطف شخص في العالم’. هو لطيف للغاية. رجل حقيقي، أنيق إلى حد ما. لقد تأثرت به. هو في الواقع نظير بيتر سلرز في عصرنا.»

### الموسيقى
برتون كان يرغب في تجنب النهج التقليدي الذي يعتمد على الحوارات المتقطعة التي تقطعها الأغاني، فقال: «لم نرد أن يكون الفيلم كما أقول، موسيقى تقليدية مع الكثير من الحوار ثم الغناء. لهذا السبب قطعنا الكثير من الكورال والمشاهد الإضافية التي كان فيها الأشخاص يغنون ويرقصون في الشارع. كل شخصية من الشخصيات، نظرًا لأن الكثير منها مكبوت ولديه مشاعر داخلية، كان الموسيقى وسيلة لتمكينهم من التعبير عن مشاعرهم.»
لقد قطع برتون الرقم الافتتاحي الشهير في العرض، «بالاد سويني تود»، موضحًا: «لماذا يكون هناك كورال يغني عن «حضور قصة سويني تود» عندما يمكنك ببساطة الذهاب وحضورها؟» أقر سوندهايم بأنه عند تعديل مسرحية موسيقية إلى فيلم، يجب الحفاظ على تحرك الحبكة، وقد تم إرسال ملفات إم بي 3 من أغانيه المختصرة بواسطة مايك هايام، منتج الموسيقى للفيلم، للموافقة عليها. تم أيضًا قطع العديد من الأغاني الأخرى، وأشار سونديم إلى أنه كانت هناك «عديد من التغييرات والإضافات والحذف… [ولكن]… إذا تابعت مع الفيلم، أعتقد أنك ستستمتع كثيرًا.»
من أجل خلق إحساس أكبر وأفلامي، تم إعادة تنظيم الموسيقى بواسطة المنسق الموسيقي الأصلي للمسرحية، جوناثان تونك، الذي قام بزيادة الأوركسترا من 27 عازفًا إلى 78.
تم إصدار النسخة الكاملة والموسعة من الموسيقى التصويرية في 18 ديسمبر 2007. وقد تم وصف غناء ديب من قبل أحد نقاد نيويورك تايمز بأنه «قاسي ورقيق، لكنه قوي بشكل مذهل». وأضاف ناقد آخر أنه رغم أن صوت ديب «لا يمتلك الكثير من القوة أو الحجم»، إلا أن «أذنه الموسيقية ممتازة، لأن طبقة صوته دقيقة تمامًا… بعيدًا عن طبقة صوته الجيدة وتنسيقه، فإن الألوان التعبيرية في غنائه هي الحاسمة في التمثيل. تحت هذا السطح الفارغ والكئيب لسويني، هناك رجل مستهلك بغضب قاتل يهدد بالانفجار في كل مرة يأخذ فيها نفسًا بطيئًا وهو مستعد للتحدث. ومع ذلك، عندما يغني، يتصدع صوته ويتكسر بالحزن.»

## التسويق
تم انتقاد تسويق الفيلم لعدم تقديمه كفيلم موسيقي. قال مايكل هالبيرشتام من مسرح الكتاب: «من خلال التقليل من أهمية الموسيقى إلى هذا الحد في المقطع الدعائي، من المحتمل أن المنتجين قد تعاملوا مع الجمهور بتعالي – وهو تكتيك لا يمكن أن يؤدي في النهاية إلا إلى الفشل.» في المملكة المتحدة، غادر عدد من المشاهدين الفيلم بمجرد اكتشافهم أنه موسيقي، وقدموا شكاوى بأن الإعلانات كانت مضللة عن عمد إلى سلطة معايير الإعلان ووكالة معايير التجارة. اختارت الاستوديوهات المعنية اتباع نهج هادئ في التسويق. وصرح المنتج والتر باركس قائلاً: «كل هذه الأمور التي يمكن اعتبارها صعوبات، قد تكون في الواقع من أعظم نقاط قوة الفيلم.» وكانت وارنر بروس قد رأت أنه يجب تبني نفس أسلوب التسويق الذي استخدمته مع فيلم المغادرون، مع تقليل الظهور المبكر وتجنب التحدث عن الجوائز.

## الإطلاق
تم عرض فيلم سويني تود: الحلاق الشيطاني لشارع فليت رسميًا في دور السينما الأمريكية في 21 ديسمبر 2007، في 1249 صالة عرض، وحقق 9,300,805 دولار في عطلة نهاية الأسبوع الافتتاحية. تلت ذلك عروض عالمية في يناير وفبراير 2008، حيث حقق الفيلم أداءً جيدًا في المملكة المتحدة واليابان. بلغ إجمالي إيرادات الفيلم في الولايات المتحدة وكندا 52,898,073 دولارًا، وفي الأسواق الأخرى 99,625,091 دولارًا، ليصل إجمالي الإيرادات العالمية إلى 152,523,164 دولارًا. في الولايات المتحدة، كانت شركة ماركوس سينما لا تخطط في البداية لعرض الفيلم بعد عرضه الأولي، بسبب عدم التوصل إلى اتفاق بشأن الأسعار مع باراماونت. ومع ذلك، تم حل النزاع في الوقت المناسب لعرض الفيلم رسميًا.

## الإستقبال
على الرغم من أن سونديم كان حذرًا بشأن تحويل مسرحيته إلى فيلم سينمائي، إلا أنه أعرب عن إعجابه الكبير بالنتائج. تلقى فيلم سويني تود: الحلاق الشيطاني لشارع فليت إشادة نقدية واسعة، حيث تمت الإشادة بالأداء، المرئيات، تصميم الإنتاج، تصميم الأزياء، ووفائه للمصدر الأصلي. تقرير موقع روتن توميتوز أفاد بأن 86% من النقاد أعطوا الفيلم تقييمات إيجابية بناءً على 232 مراجعة، وبمعدل تقييم بلغ 7.7/10. أما إجماع النقاد في الموقع فقد جاء فيه: «مليء بالحدة والوحشية بأسلوب غرانغ غينيول، هذا الفيلم الموسيقي الكئيب أخرجه تيم بيرتون ببراعة وجعل الفيلم ممتعًا للغاية. من الواضح أن تيم بيرتون قد قدم الفيلم بطريقة تجعلك تشعر أنه قد قام بذلك مرات عديدة من قبل.» أما موقع ميتاكريتيك فقد منح الفيلم متوسط درجة 83 من 100 بناءً على 39 مراجعة، مما يشير إلى «إشادة عالمية.» وقد ظهر سويني تود في قوائم العشرة الأفضل لعام 2007 لدى العديد من النقاد.
من بين المراجعين، منحت مجلة تايم الفيلم تقييم “A-minus” وأضافت: «بيرتون وديب قدما معًا مزيجًا رائعًا من البرودة الفولاذية لموسيقى ستيفن سونديم بشغف متقد. هيلينا بونهام كارتر وطاقم الدعم الممتاز يضفون غضبًا مركزًا على هذه الكابوس الموسيقي. إنه رائع حقًا». وفي نفس السياق، اختار ريتشارد كورليس من تايم الفيلم ضمن أفضل عشرة أفلام لعام 2007، ووضعه في المرتبة الخامسة. منح روجر إيبرت من شيكاغو صن-تايمز الفيلم أربع نجوم من أربع، مشيدًا بأسلوب بيرتون البصري. في مراجعته في فارايتي، وصف تود مكارثي الفيلم بـ «الذكي والسريع» و«نسخة سينمائية مرضية من المسرحية الموسيقية الشهيرة لستيفن سونديم لعام 1979… كل شيء نجح بفضل الإخراج الدقيق من تيم بيرتون، والكتابة المحكمة من السيناريست جون لوغان، والأداءات الرئيسية المرهفة والموسيقية من جوني ديب وهيلينا بونهام كارتر.»
من جانبها، منحت ليزا شوارزباوم من إنترتينمنت ويكلي الفيلم تقييم “B-plus” في قسم مراجعات الأفلام، وكتبت: «لتقديم سويني تود بالشكل المناسب، يجب أن يتم قطع الأعناق، وأن يتم ضغط اللحم البشري في المعجنات، وينبغي أن ينبثق الدم في ينابيع وأنهار من الموت. هنا يأتي تيم بيرتون الذي… أخرج الدم الزائف الأحمر السميك بلمسة فنية تشبه ألوان جاكسون بولوك، بدعم من هوليوود.» وأضافت: «إنه مزيج غني ومدروس… مزيج متقن من الدراما الأصلية لسوندهيم والتوابل المميزة لبيرتون، مما يجعله صعبًا للغاية التفكير في مخرج آخر يتناسب مع هذه المهمة.»
في قسم مراجعات الـ دي في دي، منح كريس ناشاواتي من إنترتينمنت ويكلي الفيلم تقييم “A-minus”، قائلًا: «صوت ديب المذهل يجعلك تتساءل عن الحيل الأخرى التي يخفيها… وعند مشاهدة ديب وهو يستخدم شفراته… يصعب عدم تذكر إدوارد ذو الأيدي المقص وهو يشكل الأشجار في محيطها بطريقة مجنونة قبل 18 عامًا… وكل هذه الجماليات الملتوية التي كنا سنفتقدها لو لم يلتقِ بيرتون وديب.»
في رولينغ ستون، منح بيتر ترافيرس الفيلم 3½ من 4 نجوم، وأضاف: «سويني تود هو فيلم مشوق من البداية للنهاية: مخيف، مضحك بشكل هائل، ومثير موسيقيًا… [الفيلم] هو معجزة دموية، حميمي وملحمي، مرعب ومؤثر، يطير على أجنحة واحدة من أكثر المقطوعات الموسيقية إثارة لستيفن سوندهيم.» كما هو الحال مع تايم، صنف الناقد الفيلم في المرتبة الخامسة في قائمة أفضل أفلام 2007. وقال كيرك هانيكت من ذا هوليوود ريبورتر: «الدماء، بجانب الموسيقى، تخلق حالة من الانزعاج الشديد. إنها تتعارض مع التوقعات. بيرتون يوجه هذا العنف إلى وجوه الجمهور ليشعروا بجنون العظمة والغضب المدمر الذي يستهلك سويني. من خلال تعاونه مع ديب، قدّم بيرتون سويني كهذا الحفرة الداكنة المشتعلة من الغضب والكراهية التي تستهلك نفسها. ومع أدائه المتين وصوته المدهش، أصبح ديب سويني تود الذي سيتذكره الجميع.»
أعطى هاري نولز الفيلم مراجعة إيجابية للغاية، واصفًا إياه بأفضل أفلام بيرتون منذ إد وود، وهو فيلمه المفضل لبيرتون، وقال إنه قد يكون أفضل منه. وقد أثنى على جميع أفراد الطاقم وعلى التصوير السينمائي، لكنه أشار إلى أنه قد لا يجذب غير محبي الأفلام الموسيقية بسبب هيمنة الموسيقى في الفيلم.

## وصلات خارجية
- الموقع الرسمي
- سويني تود: الحلاق الشيطاني لشارع فليت على موقع IMDb (الإنجليزية)
- سويني تود: الحلاق الشيطاني لشارع فليت على موقع ميتاكريتيك (الإنجليزية)
- سويني تود: الحلاق الشيطاني لشارع فليت على موقع الموسوعة البريطانية (الإنجليزية)
- سويني تود: الحلاق الشيطاني لشارع فليت على موقع روتن توميتوز (الإنجليزية)
- سويني تود: الحلاق الشيطاني لشارع فليت على موقع نتفليكس (الإنجليزية)
- سويني تود: الحلاق الشيطاني لشارع فليت على موقع قاعدة بيانات الأفلام العربية
- سويني تود: الحلاق الشيطاني لشارع فليت على موقع ألو سيني (الفرنسية)
- سويني تود: الحلاق الشيطاني لشارع فليت على موقع Turner Classic Movies (الإنجليزية)
- سويني تود: الحلاق الشيطاني لشارع فليت على موقع أول موفي (الإنجليزية)
- سويني تود: الحلاق الشيطاني لشارع فليت على موقع بوكس أوفيس موجو (الإنجليزية)